# Robert Spaemann
Robert Spaemann, född 5 maj 1927 i Berlin, död 10 december 2018 i Stuttgart, var en tysk romersk-katolsk filosof. Han räknas till Ritterskolan.
Spaemanns fokus är på kristen etik. Han är känd för sina arbeten inom bioetik, ekologi och mänskliga rättigheter. Trots att han är föga översatt till andra språk än tyska är Spaemann internationellt känd och hans verk är högt ansedda av Benedictus XVI.